# Episodi di Lui e lei (prima stagione)
La prima stagione della serie televisiva Lui e lei andò in onda in prima visione su Rai 1 nel 1998.
| nº | Titolo                  | Prima TV Italia   |
| -- | ----------------------- | ----------------- |
| 1  | Un ragazzo al bivio     | 18 settembre 1998 |
| 2  | Segreti familiari       | 25 settembre 1998 |
| 3  | L'ultima verità         | 2 ottobre 1998    |
| 4  | La voce degli innocenti | 9 ottobre 1998    |
| 5  | Cattivi maestri         | 16 ottobre 1998   |
| 6  | Nata per vincere        | 23 ottobre 1998   |
| 7  | In trappola             | 30 ottobre 1998   |
| 8  | Un mondo lontano        | 6 novembre 1998   |

## Un ragazzo al bivio
- Diretto da:
- Scritto da:

Trama
L'avvocato Claudio Romano si trova a difendere Ciro, un ragazzo di 14 anni indiziato dell'omicidio del convivente della madre.
- Guest star:
- Altri interpreti:

## Segreti familiari
- Diretto da:
- Scritto da:

Trama
Un bambino di due anni è in coma per la caduta del phon nella vasca da bagno in cui giocava. Sembra un banale e terribile incidente domestico.
- Guest star:
- Altri interpreti:

## L'ultima verità
- Diretto da:
- Scritto da:

Trama
Una bambina accusa il patrigno Franco di violenze e successivamente anche di essere stato l'assassino del padre. Ma qualcosa non torna nel suo racconto.
- Guest star:
- Altri interpreti:

## La voce degli innocenti
- Diretto da:
- Scritto da:

Trama
Carlo, un giovane minorato, viene accusato di aver provocato un incendio che ha semidistrutto un casolare. Claudio lo aiuta e si imbatte di nuovo nella sportiva Giulia, che lo aiuta a risolvere il caso.
- Guest star:
- Altri interpreti: Franco Barbero

## Cattivi maestri
- Diretto da:
- Scritto da:

### Trama
Durante una festa vengono compiuti atti vandalici e fatta sparire la pistola del proprietario di casa. Un ragazzo dal carattere schivo sembra essere il principale sospettato.
- Guest star:
- Altri interpreti:

## Nata per vincere
- Diretto da:
- Scritto da:

### Trama
Le due giovani tenniste Alessia e Katia stanno gareggiando per la semifinale del torneo regionale.
Nel corso dell’incontro Alessia si sente male a causa di uno shock anafilattico. Le indagini si concentrano sulla misteriosa sostanza che ha scatenato la grave reazione allergica.
- Guest star:
- Altri interpreti:

## In trappola
- Diretto da:
- Scritto da:

### Trama
Chiara e Silvia sono due bambine appassionate di horror. Nel corso di un gioco, Chiara decide di nascondersi, ma ben presto la situazione si fa pericolosa: il nascondiglio scelto diventa una trappola.
- Guest star:
- Altri interpreti:

## Un mondo lontano
- Diretto da:
- Scritto da:

### Trama
Il giovane Karim viene accusato del ferimento di Ciro, suo compagno di scuola. Giulia e Claudio scoprono i motivi del gesto: un sentimento di protezione verso la sorella minore, per la quale Ciro ha una cotta.
- Guest star:
- Altri interpreti: